# Where the Heart Calls
Where the Heart Calls è un cortometraggio muto del 1914 diretto da Fred E. Wright. Prodotto dalla Pathé Frères, il film fu distribuito dalla Eclectic Film Company, uscendo nelle sale il 19 febbraio 1914.

## Produzione
Il film fu prodotto dalla Pathé Frères.

## Distribuzione
Distribuito dalla Eclectic Film Company, il film - un cortometraggio in due bobine conosciuto anche con il titolo Where the Heart Leads - uscì nelle sale cinematografiche statunitensi il 19 febbraio 1914.